# جوليان ستيفنز
جوليان ستيفنز (بالإنجليزية: Julien Stevens)‏ مواليد 25 فبراير 1943 في بلجيكا، هو دراج بلجيكي سابق في صنف سباق الدراجات على الطريق وعلى المضمار.

## سجل النتائج

### سباقات أو مراحل فاز بها
- طواف فرنسا
- طواف إسبانيا
- طواف سويسرا

## الميداليات
| الميدالية | المسابقة                                                      |
| --------- | ------------------------------------------------------------- |
| فضية      | سباق الطريق المداري في بطولة العالم لسباق الدراجات على الطريق |

## روابط خارجية
- جوليان ستيفنز على موقع أرشيف الدراجات (الإنجليزية)
- جوليان ستيفنز على موقع إحصائيات الدراجات الإحترافية (الإنجليزية)
- جوليان ستيفنز على موقع CycleBase (الإنجليزية)